# Kreis Langensalza
De Kreis Langensalza was een kreis in de Duitse Democratische Republiek (DDR). De kreis bestond tussen 1952 en 1994 en maakte deel uit van de Bezirk Erfurt en aansluitend van het Land Thüringen na de Duitse hereniging. De Kreisstadt was Bad Langensalza.

## Geschiedenis
Op 25 juli 1952 vond er in de DDR een omvangrijke herindeling plaats, waarbij onder andere de deelstaten werden opgeheven en nieuwe Bezirke werden gevormd. De kreis ontstond bij deze herindeling uit delen van de toenmalige landkreise Erfurt, Gotha en Mühlhausen. Bestuurlijk werd de kreis bij de Bezirk Erfurt ingedeeld en had Langensalza, vanaf 1956 Bad Langensalza genoemd, als bestuurszetel.
Op 17 mei 1990 werd de kreis in Landkreis Langensalza hernoemd. Bij de Duitse hereniging later dat jaar werd de landkreis onderdeel van het nieuw gevormde Land Thüringen. Vier jaar later, op 1 juli 1994, vond er een herindeling in Thüringen plaats, waarbij de kreis werd opgeheven en bijna volledig opging in de Unstrut-Hainich-Kreis.

## Referentie
1. ↑  Gesetz über die Selbstverwaltung der Gemeinden und Landkreise in der DDR (Kommunalverfassung) vom 17. Mai 1990[dode link]

Apolda · 
Arnstadt · 
Eisenach · 
Erfurt (stadtkreis) · 
Erfurt-Land · 
Gotha · 
Heiligenstadt · 
Langensalza · 
Mühlhausen · 
Nordhausen · 
Sömmerda · 
Sondershausen · 
Weimar (stadtkreis) · 
Weimar-Land · 
Worbis